# Polittico de Lazara
Il Polittico de Lazara (talvolta indicato anche come Polittico di Lazara) è un dipinto in cinque scomparti a tempera su tavola (175x220 cm), firmato da Francesco Squarcione, databile al 1449–1452 e conservato nel Museo Civico di Padova.

## Storia
L'opera, iniziata nel 1449 per la cappella della famiglia di Leone de Lazara nella chiesa di Santa Maria del Carmine, venne terminata nel 1452.
Il polittico, in condizioni di conservazione compromesse in ampie parti, assieme alla Madonna col Bambino della Gemäldegalerie di Berlino rappresenta l'unica opera certa dello Squarcione, figura emblematica e per molti versi misteriosa della cultura padovana, la cui bottega fu un fondamentale snodo per la diffusione del Rinascimento in Italia settentrionale, con allievi del calibro di Andrea Mantegna.

## Descrizione e stile
Lo scomparto centrale del polittico mostra San Girolamo nello studio, con ai lati (da sinistra) i santi Lucia, Giovanni Battista, Antonio Abate e Giustina.
La matrice dell'opera è tardogotica, con il ricorso al fondo oro punzonato, le anatomie longilinee e sinuose, le diverse proporzioni dei personaggi e il gusto per la linea ondeggiante dei panneggi, ma vi si leggono alcuni primi influssi della scultura di Donatello, attivo proprio in quegli anni a Padova. Tra questi spicca l'intensa espressività dei santi, la forza poderosa della figura centrale di Girolamo e alcuni accenni di prospettiva nei piedistalli su cui poggiano i santi laterali. La forma dell'abside alle spalle di san Girolamo, così severa in confronto al fiammeggiare della cornice lignea, nel pannello centrale sembra citare gli affreschi nella cappella Ovetari che i migliori allievi di Squarcione realizzavano in quegli stessi anni. La luce che gioca con lo spazio forse deriva dal passaggio in Veneto di Domenico Veneziano, così come il paesaggio ricorda un altro fiorentino attivo a Padova, Filippo Lippi, magari filtrato dall'esempio di Giovanni Boccati.
I colori sono intensi e smaltati; le linee, elaborate e taglienti, sbalzano le figure come fossero statue.